# Dharmpaniya
Dharmpaniya (nep. धरमपानीया) – gaun wikas samiti w zachodniej części Nepalu w strefie Lumbini w dystrykcie Kapilvastu. Według nepalskiego spisu powszechnego z 2001 roku liczył on 596 gospodarstw domowych i 4166 mieszkańców (2044 kobiet i 2122 mężczyzn).